# Pomnik Kobietom Powstania Warszawskiego
Pomnik Kobietom Powstania Warszawskiego – pomnik w hołdzie uczestniczkom i cywilnym ofiarom powstania warszawskiego, zainicjowany i sfinansowany przez Fundację Pamięci o Bohaterach Powstania Warszawskiego, autorstwa Moniki Osieckiej, znajdujący się na placu Krasińskich w Warszawie.

## Opis
Budowa monumentu została zrealizowana przez Fundację Pamięci o Bohaterach Powstania Warszawskiego we współpracy ze Związkiem Powstańców Warszawskich. Prezes fundacji Rafał Szczepański zapowiedział tę inicjatywę w sierpniu 2020 roku, podczas uroczystości odsłonięcia pomnika Stanisława Jankowskiego ps. Agaton.
W kwietniu 2021 roku Rada m.st. Warszawy na wniosek Fundacji Pamięci o Bohaterach Powstania Warszawskiego jednogłośnie pozytywnie zaopiniowała plan budowy monumentu. Pomnik został odsłonięty 2 października 2021 roku w 77. rocznicę zakończenia powstania warszawskiego. W uroczystościach wzięły udział m.in. przewodnicząca Rady m.st. Warszawy Ewa Malinowska-Grupińska i wicemarszałkini Sejmu Małgorzata Kidawa-Błońska.
Rzeźba przedstawia trzy kobiety trzymające się za ręce. Na postumencie widnieje inskrypcja „Kobietom Powstania Warszawskiego”.
Pomnik stoi przed wejściem do Ogrodu Krasińskich.